# Solo Sikoa
Joseph Yokozuna Fatu (Sacramento, 18 de março de 1993) é um lutador profissional americano que trabalha atualmente para a WWE, na marca Smackdown sob o nome de ringue Solo Sikoa e é o atual campeão dos Estados Unidos da WWE em seu primeiro reinado. Ele é também o atual líder do The Bloodline.
Após jogar futebol americano universitário no American River College em Sacramento, Fatu começou sua carreira no wrestling profissional em 2018, sob o nome de Sefa Fatu, no circuito independente. Ele assinou com a WWE em 2021 e foi designado para a marca NXT com o nome de ringue Solo Sikoa, antes de ser promovido ao plantel principal um ano depois, estreando no Clash at the Castle e se juntando ao grupo The Bloodline. Na WWE, ele conquistou o Campeonato Norte-Americano do NXT uma vez.
Filho de Rikishi e irmão de Jonathan e Joshua, Fatu é membro da família Anoaʻi, famosa por seus lutadores samoanos.

## Carreira na luta livre profissional

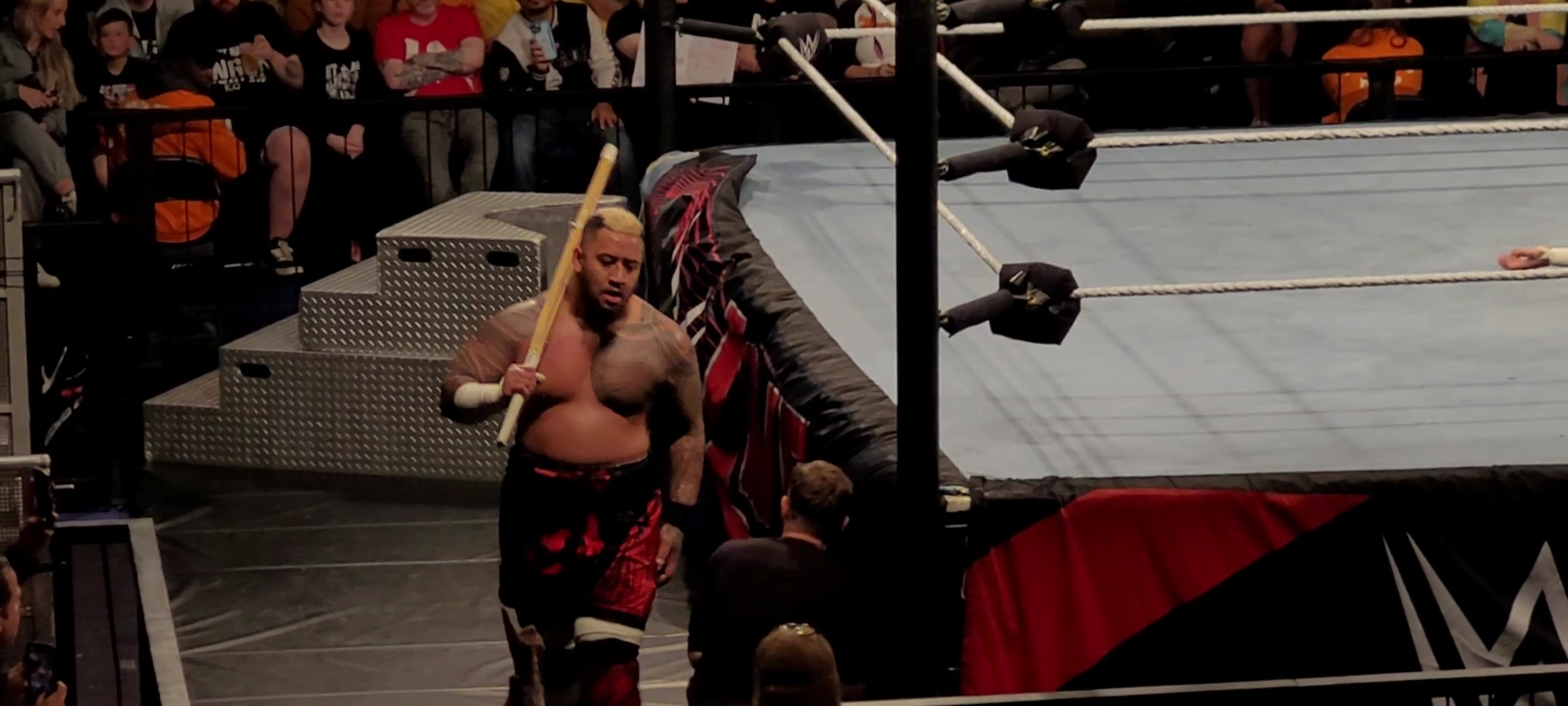
Solo Sikoa no WWE Live em Nottingham, Inglaterra.

### WWE (2021–presente)
Em agosto de 2021, foi anunciado que Fatu assinou um contrato com a WWE. Ele foi designado para a marca de desenvolvimento WWE NXT, fazendo sua estréia em 26 de outubro de 2021 no Halloween Havoc como Solo Sikoa, interrompendo um segmento entre os co-anfitriões Grayson Waller e L.A. Knight e posteriormente atacou Waller, estabelecendo-se como face. Ele entrou em uma rivalidade com Boa depois que seu alter-ego o atacou e o estrangulou nos bastidores do episódio de 28 de dezembro do NXT. No episódio de 11 de janeiro de 2022 do NXT, Boa e Sikoa lutaram por uma contagem dupla e continuaram a brigar nos bastidores, resultando no alter-ego de Boa lançando uma bola de fogo no rosto de Sikoa. Isso levou a uma luta No Disqualification Falls Count Anywhere no episódio de 25 de janeiro do NXT, onde Sikoa derrotou Boa depois de jogá-lo em uma mesa. Durante os meses seguintes, ele se envolveu em lutas pelo Campeonato Norte Americano do NXT no Stand & Deliver (uma luta de escadas five-way) e Spring Breakin' (uma luta triple threa), mas não conseguiu ganhar o título. No episódio de 2 de agosto do NXT, Sikoa sofreu uma lesão.
Sikoa faria seu retorno de lesão no evento premium Clash at the Castle em 3 de setembro, interferindo na luta do evento principal entre seu primo Roman Reigns e Drew McIntyre, ajudando Reigns a reter o Campeonato Indiscutível Universal da WWE contra McIntyre e alinhando-se com The Bloodline, virando heel. Ele fez sua estreia no ringue principal no SmackDown de 9 de setembro, perdendo para McIntyre por desqualificação quando Karrion Kross atacou McIntyre por trás.
Em 13 de setembro de 2022, durante o NXT 2.0 One Year Anniversary Show, Sikoa fez uma aparição surpresa e derrotou Carmelo Hayes para ganhar o Campeonato Norte Americano do NXT. Depois de defender o título três noites depois no SmackDown contra Madcap Moss, Sikoa foi forçado a desocupar o título em 20 de setembro, devido a não ser uma opção elegível na votação dos fãs que foi originalmente configurada para selecionar o oponente de Hayes.

## Títulos e prêmios
- Arizona Wrestling Federation
  - AWF Heavyweight Championship (1 vez)[17]
- Future Stars of Wrestling
  - FSW Nevada State Championship (1 vez)
- ESPN
  - Melhor História do Ano (2022) – como parte do The Bloodline e Sami Zayn[18]
  - Melhor História do Ano (2023) – como parte do The Bloodline 2.0[19]
- Future Stars of Wrestling
  - FSW Nevada State Championship (1 vez)[20]
- New York Post
  - História do Ano (2022) – como parte do The Bloodline e Sami Zayn[21]
  - História do Ano (2023)[22]
- Pro Wrestling Illustrated
  - PWI o colocou na posição #38ª dos 500 melhores lutadores individuais em 2023[23]
- Wrestling Observer Newsletter
  - Rivalidade do Ano (2023) como parte do The Bloodline vs. Kevin Owens e Sami Zayn[24]
- WWE
  - Campeonato dos Estados Unidos da WWE (1 vez, atual)[25]
  - Campeonato Norte-Americano do NXT (1 vez)[26]